# Punahue (Panguipulli)
Punahue es una localidad rural de la comuna de Panguipulli ubicada en la cordillera. Se localiza entre los lagos Panguipulli y Pirehueico.
En Punahue se encuentra la Escuela Rural Punahue. Esta escuela rural ha tenido una especial atención para la enseñanza dada su vinculación con el pueblo mapuche-huilliche por lo que ha sido parte del programa de Educadores Tradicionales, apoyando la enseñanza de la lengua mapuche y la interculturalidad, permitiendo generar un enlace entre la comunidad indígena y el establecimiento educacional.

## Hidrología
Punahue se encuentra en la ribera sur del Río Llanquihue, el cual se forma por la confluencia de los ríos Fuy y Neltume.

## Accesibilidad y transporte
Punahue se encuentra a 86,3 km de la ciudad de Panguipulli a través de la Ruta 203